# 卡斯帕·莱希科伊宁
卡斯帕·莱希科伊宁（芬蘭語：Kasper Lehikoinen，1992年4月20日—），芬蘭男子羽毛球運動員。

## 簡歷
卡斯帕·莱希科伊宁先後在2009年及2011年的歐洲青年羽毛球錦標賽打進男單四強。
2013年11月，卡斯帕·莱希科伊宁出戰挪威國際賽，贏得首個國際賽的男單冠軍。

## 主要比賽成績
只列出曾進入準決賽的國際賽事成績：
| 年份   | 賽事                     | 公開賽級別 | 項目     | 拍檔          | 成績   |
| ------ | ------------------------ | ---------- | -------- | ------------- | ------ |
| 2009年 | 歐洲青年羽毛球錦標賽     | 其他       | 男子單打 | －            | 準決賽 |
| 2010年 | 斯洛伐克羽毛球公開賽     | 未來系列賽 | 男子單打 | －            | 準決賽 |
| 2011年 | 歐洲青年羽毛球錦標賽     | 其他       | 男子單打 | －            | 準決賽 |
| 2013年 | 挪威羽毛球國際賽         | 國際系列賽 | 男子單打 | －            | 冠軍   |
| 2014年 | 冰島羽毛球國際賽         | 國際系列賽 | 男子單打 | －            | 準決賽 |
| 2014年 | 里加羽毛球國際賽         | 未來系列賽 | 男子單打 | －            | 準決賽 |
| 2014年 | 里加羽毛球國際賽         | 未來系列賽 | 男子雙打 | 马尔科·皮科宁 | 亞軍   |
| 2014年 | 立陶宛羽毛球國際賽       | 未來系列賽 | 男子單打 | －            | 冠軍   |
| 2014年 | 挪威羽毛球國際賽         | 國際系列賽 | 男子雙打 | 马尔科·皮科宁 | 準決賽 |
| 2014年 | 芬蘭羽毛球國際賽         | 國際系列賽 | 男子單打 | －            | 亞軍   |
| 2015年 | 土耳其梅爾辛羽毛球國際賽 | 國際挑戰賽 | 男子單打 | －            | 準決賽 |
| 2016年 | 拉脫維亞羽毛球國際賽     | 未來系列賽 | 男子單打 | －            | 亞軍   |
| 2016年 | 立陶宛羽毛球國際賽       | 未來系列賽 | 男子單打 | －            | 冠軍   |
| 2016年 | 芬蘭羽毛球國際賽         | 國際系列賽 | 男子單打 | －            | 準決賽 |
| 2017年 | 克羅地亞羽毛球國際賽     | 未來系列賽 | 男子單打 | －            | 冠軍   |
| 2017年 | 拉脫維亞羽毛球國際賽     | 未來系列賽 | 男子單打 | －            | 亞軍   |
| 2019年 | 冰島羽毛球國際賽         | 未來系列賽 | 男子單打 | －            | 亞軍   |

| 2007-2017年 | 首要超級賽 | 超級賽 | 黃金大獎賽 | 大獎賽 | 國際挑戰賽 | 國際系列賽 | 未來系列賽 | 其他 |

| 2018-2026年 | 總決賽 | 超級1000賽 | 超級750賽 | 超級500賽 | 超級300賽 | 超級100賽 | 國際挑戰賽 | 國際系列賽 | 未來系列賽 | 其他 |